# Antoni Capella Contra
Antoni Capella Contra (Barcelona, 7 de setembre de 1934 - Barcelona, 25 de gener de 2005) va ser un fotògraf professional que va treballar a Barcelona i Calafell. És l'autor de nombroses fotografies d'estudi, d'edificis emblemàtics com el Gran Teatre del Liceu i d'actes socials rellevants que es varen fer en aquestes ciutats. També va desenvolupar part de la seva activitat com a fotògraf a Ràdio Barcelona, a la publicació Ecos de Sociedad (revista Hola) i als clubs Terraza Martini, Arca de Noé i Skal.

## Biografia

### Inicis
La tasca fotogràfica d'Antoni Capella Contra pren forma des de l'any 1955, quan comença a retratar el seu entorn. En els seus inicis va fer fotografies de celebracions (bodes, comunions, bateigs) i fotografies d'estudi i per a catàlegs comercials, i també va mostrar un interès especial pel món de la perruqueria.

### Ràdio Barcelona
Arran de les inundacions del Vallès de setembre de 1962, de les quals Capella en va fer un reportatge exhaustiu que va regalar al periodista Joaquín Soler Serrano, té l'oportunitat de treballar regularment a Ràdio Barcelona fins al 1968.
D'aquesta època en queda un fons molt ric en informació visual, ja que realitzava fotografies dels convidats que passaven per diferents programes de Radio Barcelona, com Radioscope, El Show de las Dos, La hora de Mary Santpere, Dodorama o La Comarca nos visita. En aquests reportatges veurem molts dels que després seran figures del món artístic, així com un interessant seguiment de la tasca de recerca de protagonistes que feien els locutors dels programes com Salvador Escamilla, Mario Beut o Joan Armengol, i que també apareixen fotografiats en diferents moments de les entrevistes. Trobem imatges de membres de la Nova Cançó, amb les actuacions de Joan Manuel Serrat, Francesc Pi de la Serra o Raimon al costat de cantants més oblidats avui dia, com Jorge Teijon, Remei Margarit o Ramon Calduch. Artistes d'altres contrades també passaren pels micròfons radiofònics, des de Carmen Sevilla o Luis Aguilé fins a Antonio Machín. I un capítol a part mereixen la gran quantitat de grups musicals que emergiren aquells anys de música pop o ye yé, i que inundaven el mercat amb els discs senzills de 45 r.p.m., com Los Extraños, Los Polaris, Los Cheyenes, Los Mustang, Los Vikingos o Los Zooms.
Capella fotografiava totes aquestes actuacions, i ha deixat impressionades en els negatius les imatges dels músics amb els seus instruments al singular estudi Toreski de Ràdio Barcelona

### Terrassa Martini
Durant gran part d'aquests anys 70 potenciarà la seva tasca com a fotògraf d'actes socials per a entitats i empreses com l'Arca de Noè, el Gran Teatre del Liceu, SKAL International o l'Hotel Ritz. També va treballar per la revista Hola, on li publiquen diversos reportatges a la secció Ecos Mundanos, Fotografia, a més, altres actes singulars com algunes actuacions al Jamboree Jazz Club o a discoteques, festes d'entitats com el Nariguts Club, arribades de personatges a Barcelona, com el cas de Duke Ellington o de Herbert von Karajan, i mostra el seu lligam amb el món del cinema fent un seguiment fotogràfic d'estrenes de pel·lícules a Barcelona, amb les festes que s'hi desenvolupaven.
Una part important de la seva feina com a fotògraf la va realitzar a la Terraza Martini, (a la cruïlla entre passeig de Gràcia i Gran Via), un espai que era punt de trobada de la societat barcelonina amb motiu de visites de celebritats a la ciutat o presentacions públiques de caràcter social i cultural. Comença a treballar-hi l'any 1965, i hi té una presència continuada fins a l'any 1980.
La realització de reportatges dels actes que s'hi celebraven, amb una periodicitat més que setmanal, li va permetre aplegar un volum d'informació força abundosa sobre els personatges que hi assistien. Vist en conjunt, el fons fotogràfic referent a la Terraza Martini és un material força repetitiu, però quan se singularitza un acte concret, la riquesa de la imatge es fa evident. Capella treballa amb els mitjans dels reporters de l'època, i carregat de les seves Leica, amb domini de la llum de flaix necessària per a la fotografia d'interior, va nodrint el seu arxiu amb una important quantitat d'informació que gairebé mai sortia a la llum pública. A diferència dels reporters dels diaris, les seves imatges no tenien com a destí final la publicació, sinó que es venien a les entitats per les quals treballava o als propis personatges fotografiats, i quedaven d'aquesta manera guardades en els fons privats. La vàlua del seu treball, però, queda mostrada avui dia quan podem anar espigolant entre el material negatiu el retrat d'una època. A partir de l'any 1974 compagina el seu treball a la ciutat amb l'establiment d'un negoci fotogràfic a Calafell.
L'any 1994 una greu malaltia l'aparta de la vida professional fins a la seva mort el 2005.